# Анбоксінг
Анбоксінг (англ. Unboxing, укр. Розпакування) — зафіксований у відео- або фотозйомці процес розпакування нового товару, як правило зі сфери споживчої електроніки або цифрових технологій (наприклад, мобільні телефони, комп'ютерні ігри, інші пристрої). Анбоксінг-розпаковування товарів з часом став популярним жанром. Жанр анбоксінгу існує переважно в інтернеті. Абсолютна більшість записів розміщуються молодими чоловіками.

## Опис та історія
Процес зазвичай виглядає наступним чином: перед камерою проводиться акуратний розтин упаковки, поступове витяг товару і демонстрація всіх складових упаковки і комплектації, усіх ракурсів товару. 

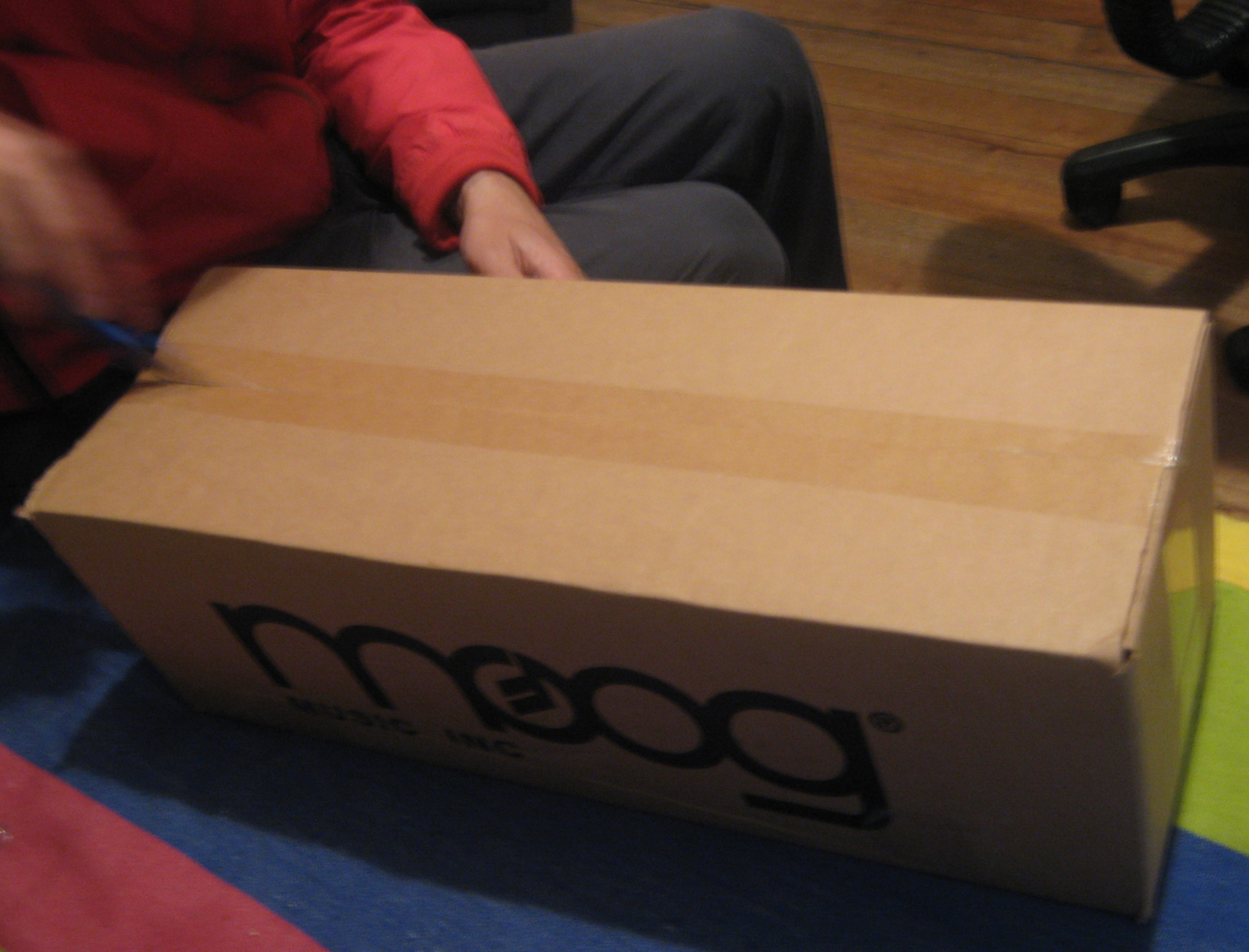
Перший етап анбоксінгу, розтин коробки (упаковки)

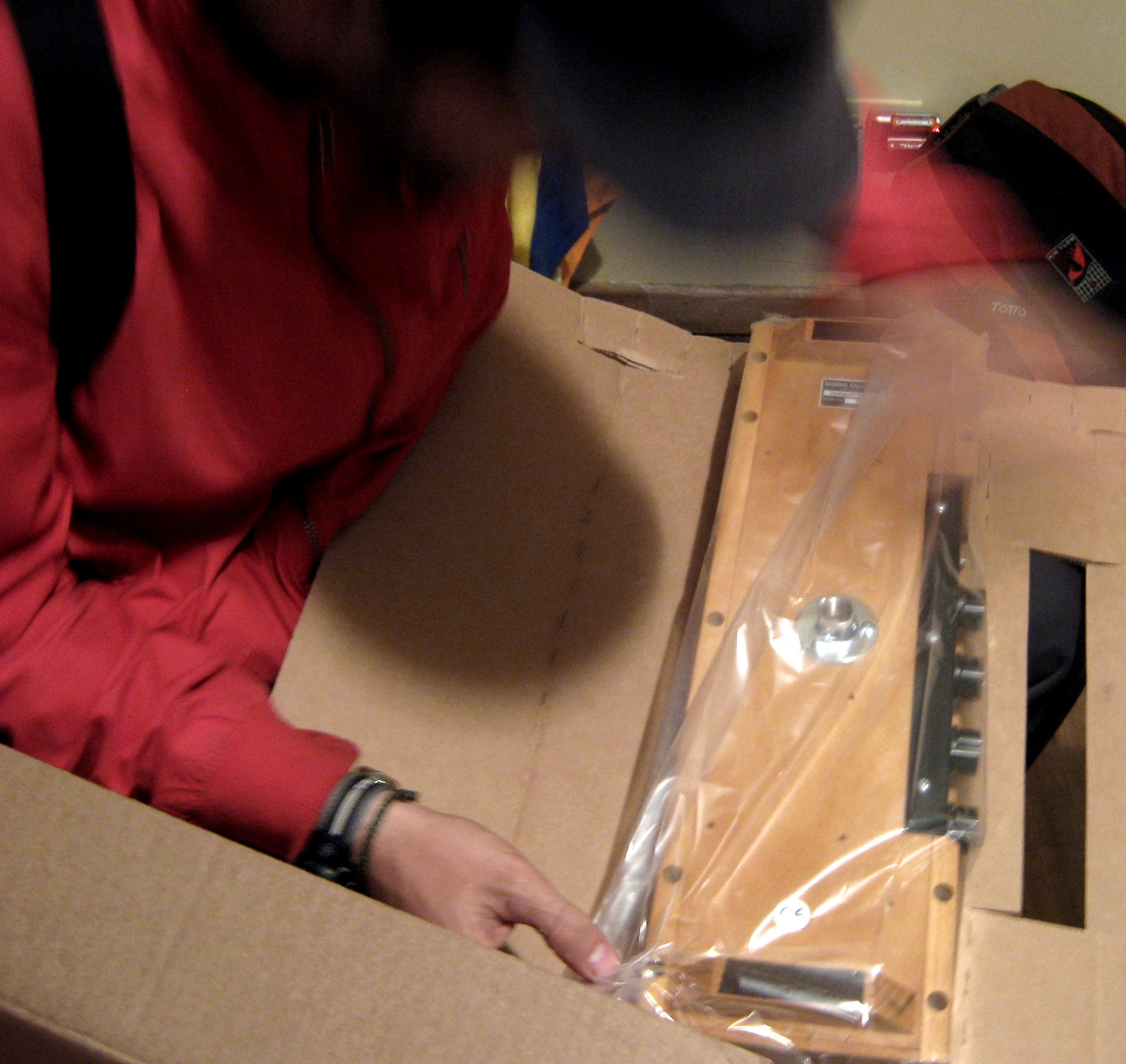
Другий етап анбоксінгу, відкриття коробки й розглядання вмісту

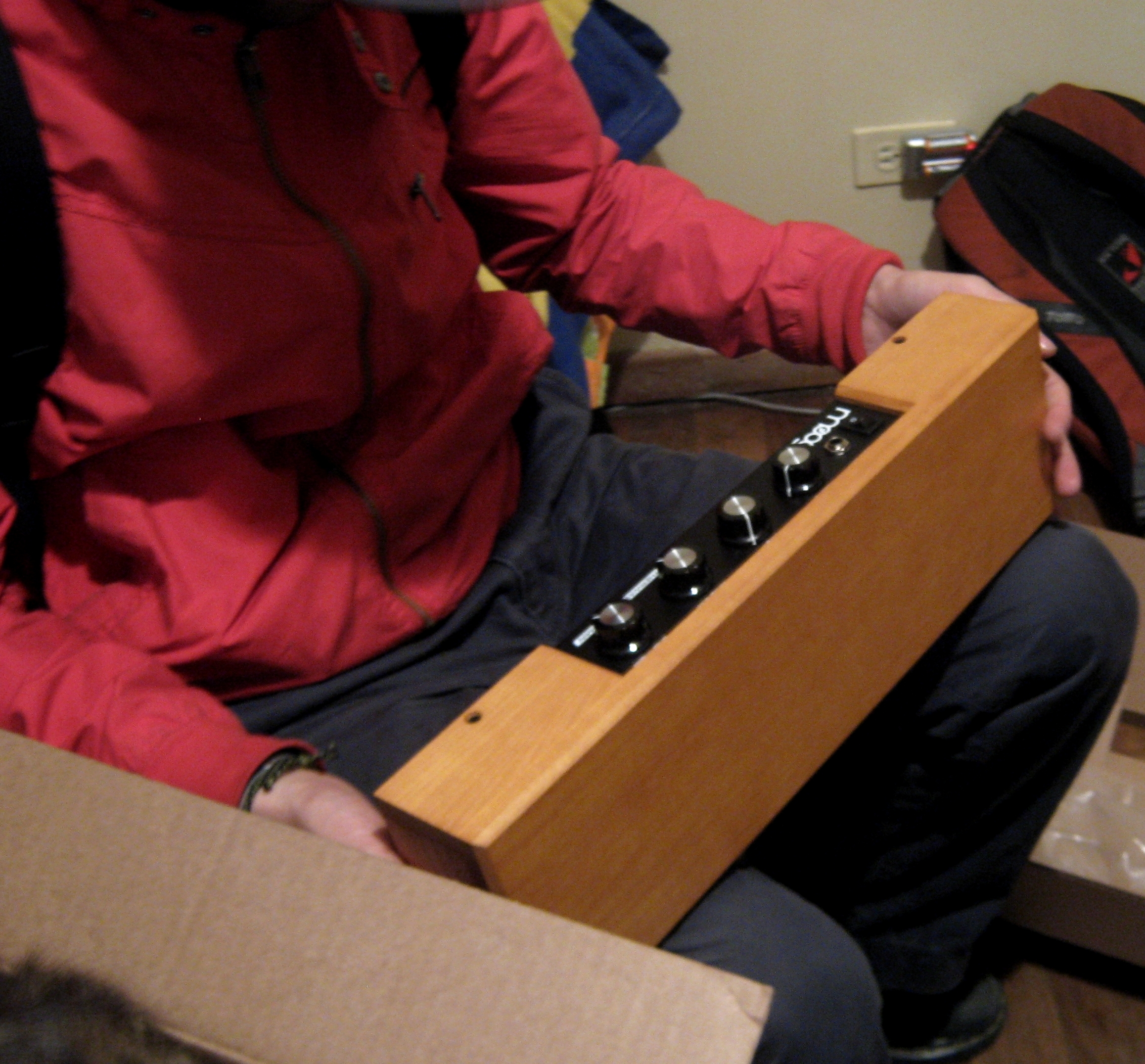
Третій етап анбоксінгу, діставання вмісту і перевірка справності

Першим відео на YouTube з анбоксінгом вважається розпаковування коробки зі смартфоном Nokia E61, завантажене 12 червня 2006 року. Проте, є і більш старі відео з процесом анбоксінга, але в назві цей процес вказаний як «відкриття» і «розпакування». Згідно Google Trends, в пошукових запитах термін «анбоксінг» з'явився в 4 кварталі 2006 року. Станом на 2010 рік, рекордне відео цієї категорії мало понад два мільйони переглядів. Жанр привернув увагу великих корпорацій: Samsung використовувала його в рекламній кампанії телефону Omnia.
Дехто вважає, що популярність цієї практики пояснюється здатністю показувати продукт без будь-якої реклами. Можливість побачити, що клієнт «може зробити свій внесок у процес прийняття рішень». Деякі користувачі намагалися зробити ці анбоксінги більш цікавими, додавши спеціальні ефекти або виконуючи їх різними способами, наприклад, підводний анбоксінг водонепроникного смартфона.
Виробники упаковки все більше усвідомлюють рольтенденції анбоксінгу у своєму розвитку, особливо стосовно можливостей для споживачів і клієнтів залученні їх в соціальних медіа.